# Kew Gardens (Queens)
Kew Gardens è un quartiere del Queens, uno dei cinque distretti di New York. I confini del quartiere sono il Flushing Meadows Park a nord, Kew Gardens Hills a est, Richmond e Briarwood a sud e Forest Hills a ovest.
Kew Gardens è parte del Queens Community District 9 e il suo ZIP code è 11415.

## Demografia
Secondo i dati del censimento del 2010 la popolazione di Kew Gardens era di 23 278 abitanti, in diminuzione del 2,6% rispetto ai 23 888 del 2000. La composizione etnica del quartiere era: 49,3% (11 478) bianchi americani, 15,6% (3 628) asioamericani, 6,5% (1 515) afroamericani, 0,2% (37) nativi americani, 0,0% (11) nativi delle isole del Pacifico, 1,1% (257) altre etnie e 3,0% (701) multietinici. Gli ispanici e latinos di qualsiasi etnia erano il 24,3% (5 651).

## Trasporti
Il quartiere è servito dalla metropolitana di New York attraverso le stazioni di Kew Gardens-Union Turnpike della linea IND Queens Boulevard, dove fermano i treni delle linee E e F, e quella di 121st Street della linea BMT Jamaica, dove fermano i treni delle linee J e Z.